# Jean Vincent Yves Degland
Jean Vincent Yves Degland (1773 - 1841) fue un botánico, médico y conservador de gabinete de historia natural francés. Desde 1807 es nombrado profesor, y Degland impartió cursos sobre las propiedades medicinales de las plantas, que cada año atraían a grandes audiencias, en el Jardín botánico de la abadía de Saint-Palais Melaine, de Rennes, siendo también su director. Allí se conservan duplicados de especímenes de su herbario
.
- La abreviatura «Degl.» se emplea para indicar a Jean Vincent Yves Degland como autoridad en la descripción y clasificación científica de los vegetales.[4]